# Lourents van der Bend
Lourents van der Bend (14 april 1902 – Zwolle, 16 juni 1988) is een Nederlands voormalig voetballer die tot 1924 speelde bij Zwolsche Boys en daarna de overstap maakte naar PEC. Hier bleef hij tot het einde van zijn loopbaan in 1937. In 1928 speelde hij de bekerfinale tegen RCH, die uiteindelijk met 2 – 0 verloren werd, waaronder een eigen doelpunt van Van der Bend in de 30e minuut. Daarna maakte zijn medespeler Barend de Groot nog een eigen doelpunt.

## Carrièrestatistieken
| Seizoen         | Club            | Land            | Competitie      | Competitie | Competitie | Beker | Beker | Internationaal | Internationaal | Overig | Overig | Totaal | Totaal |
| Seizoen         | Club            | Land            | Competitie      | Wed.       | Dlp.       | Wed.  | Dlp.  | Wed.           | Dlp.           | Wed.   | Dlp.   | Wed.   | Dlp.   |
| --------------- | --------------- | --------------- | --------------- | ---------- | ---------- | ----- | ----- | -------------- | -------------- | ------ | ------ | ------ | ------ |
| 1923/24         | Zwolsche Boys   | Nederland       | Tweede klasse   | –          | –          | –     | –     | –              | –              | –      | –      | –      | –      |
| 1924/25         | PEC             | Nederland       | Tweede klasse   | –          | –          | –     | –     | –              | –              | –      | –      | –      | –      |
| 1925/26         | PEC             | Nederland       | Tweede klasse   | –          | –          | –     | –     | –              | –              | –      | –      | –      | –      |
| 1926/27         | PEC             | Nederland       | Tweede klasse   | –          | –          | –     | –     | –              | –              | –      | –      | –      | –      |
| 1927/28         | PEC             | Nederland       | Tweede klasse   | –          | –          | –     | –     | –              | –              | –      | –      | –      | –      |
| 1928/29         | PEC             | Nederland       | Tweede klasse   | –          | –          | –     | –     | –              | –              | –      | –      | –      | –      |
| 1929/30         | PEC             | Nederland       | Eerste klasse   | –          | –          | –     | –     | –              | –              | –      | –      | –      | –      |
| 1930/31         | PEC             | Nederland       | Eerste klasse   | –          | –          | –     | –     | –              | –              | –      | –      | –      | –      |
| 1931/32         | PEC             | Nederland       | Eerste klasse   | –          | –          | –     | –     | –              | –              | –      | –      | –      | –      |
| 1932/33         | PEC             | Nederland       | Eerste klasse   | –          | –          | –     | –     | –              | –              | –      | –      | –      | –      |
| 1933/34         | PEC             | Nederland       | Eerste klasse   | –          | –          | –     | –     | –              | –              | –      | –      | –      | –      |
| 1934/35         | PEC             | Nederland       | Eerste klasse   | –          | –          | –     | –     | –              | –              | –      | –      | –      | –      |
| 1935/36         | PEC             | Nederland       | Eerste klasse   | –          | –          | –     | –     | –              | –              | –      | –      | –      | –      |
| 1936/37         | PEC             | Nederland       | Eerste klasse   | –          | –          | –     | –     | –              | –              | –      | –      | –      | –      |
| Carrière totaal | Carrière totaal | Carrière totaal | Carrière totaal | –          | –          | –     | –     | –              | –              | –      | –      | –      | –      |

## Erelijst

### MetPEC
| Nationaal              |    |         |
| Kampioen Tweede Klasse | 1x | 1928/29 |